# Sławatycze (Biała Podlaska)
Pour les articles homonymes, voir Sławatycze.
Sławatycze (prononciation : [ˈrɔsːɔʂ]) est un village polonais de la gmina de Sławatycze dans le powiat de Biała Podlaska de la voïvodie de Lublin dans l'est de la Pologne.
Le village est le siège administratif (chef-lieu) de la gmina appelée gmina de Sławatycze.
Il se situe à environ 44 kilomètres au sud-est de Biała Podlaska (siège du powiat) et 88 kilomètres au nord-est de Lublin (capitale de la voïvodie).
Le village comptait approximativement une population de 2 746 habitants en 2010.

## Histoire
De 1975 à 1998, le village est attaché administrativement à la voïvodie de Biała Podlaska.

Depuis 1999, il fait partie de la voïvodie de Lublin.

## Galerie
Quelques de vues du village

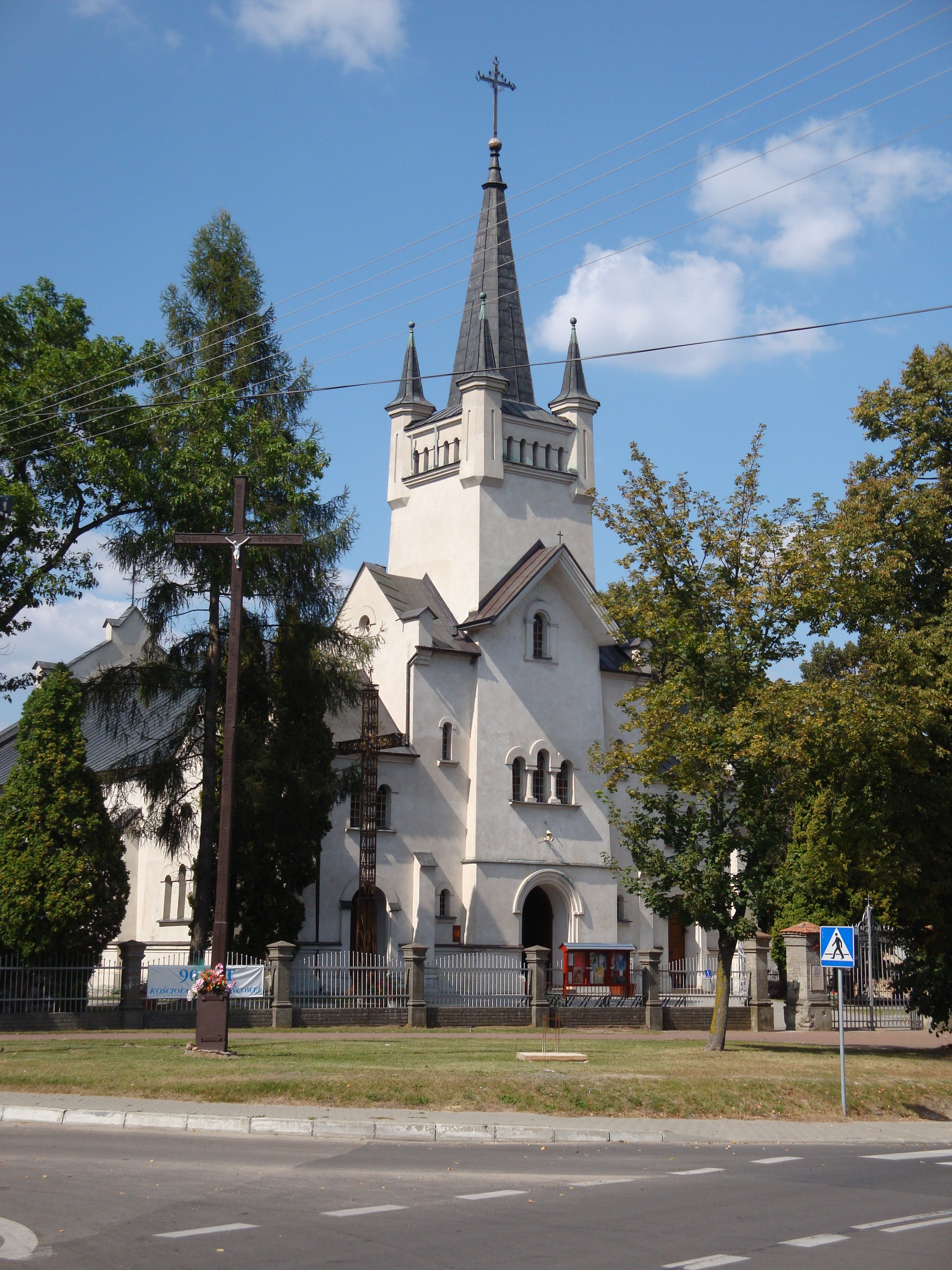
Eglise catholique
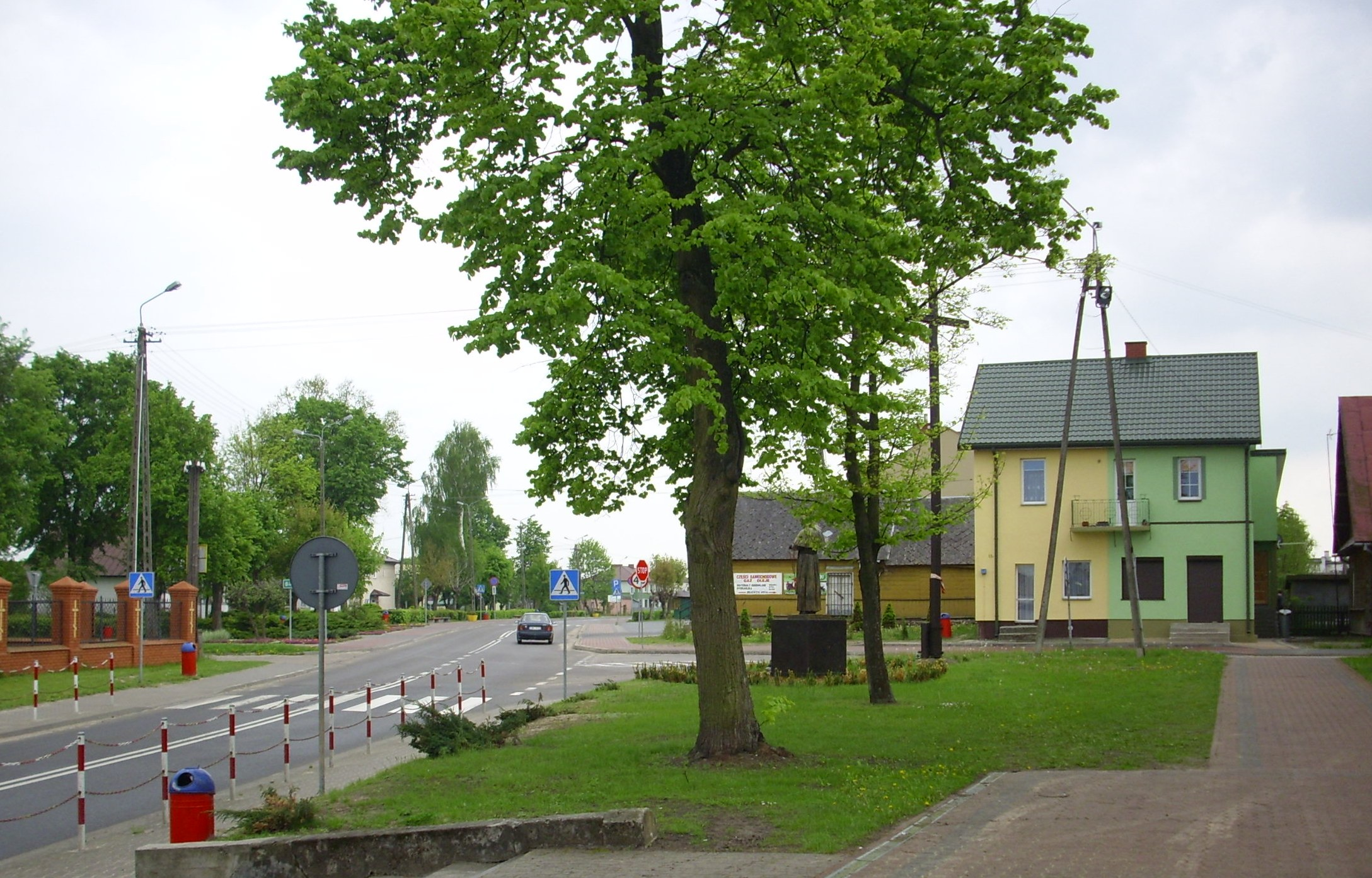